# Remélem legközelebb sikerül meghalnod :-)
A Remélem legközelebb sikerül meghalnod :-) 2018-ban bemutatott magyar tinédzserdráma. Ez a film Schwechtje Mihály első nagyjátékfilmes rendezése. A forgatás 2016-ban volt, de csak két évvel később tudták bemutatni, ugyanis a film végül nem kapott állami támogatást a Magyar Nemzeti Filmalapból. A főszerepben Herr Szilvia, Vajda Kristóf, Polgár Csaba és Rácz Dávid láthatók. A film a montreali nemzetközi filmfesztiválon is bemutatásra került.
Cselekménye olyan témákat jár körül, mint az iskolai és internetes zaklatás, valamint a rossz családi háttérrel rendelkező fiatalok bizonytalan lelkivilága.

## Cselekmény
A gimnazista Eszter csendes, magának való lány, egy kicsit különc is, mert rajong a japán animékért és a cosplay-ért, haját is levendulaszínűre festi. Anyja szinte egyáltalán nem vesz részt az életében, mert egyfolytában dolgozik, és időközben egy idősebb professzorral létesít kapcsolatot. Eszter, akárcsak barátnője, Adri, titokban szerelmes az angoltanárukba, Csababába. Mindketten nagyon elkeserednek, amikor a tanáruk az egyik óra végén bejelenti: állást kapott Londonban, és oda fognak kiköltözni a feleségével. Elhatározzák, hogy szerveznek neki egy búcsúztatót, ami remekül sikerül. Eszter ezután kap egy e-mailt a tanár úr privát címéről, amiben külön megköszöni neki az estét. Eszter egy depressziós pillanatában megírja Csababának, hogy szereti őt, amire ő azt válaszolja, hogy családja van, és ez őrültség, de mégis beszélgetni kezdenek. Egy idő után már nemcsak írásban, hanem mikrofonon keresztül is – webkamerás képet nem kaphat, mert Csababá arra hivatkozik, hogy a felesége miatt nem vehet kamerát.
Eközben Benivel, az osztály vagányával szakít a barátnője, megalázó módon az interneten keresztül. Beni efeletti bánatában részegen megy iskolába, mindenki szeme láttára meg akarja csókolni Esztert, majd lerántja a lány nadrágját. Esztert nagyon megviselik a történtek, aznap este pedig Benit az apja szégyenkezve viszi át hozzájuk, bocsánatot kérve a fia viselkedéséért. Beni elnézést kér, majd ahogy kicsit jobban megismeri a lányt, rájön, hogy tényleg hülyeséget csinált. Egy idő után a segítségét kéri a matekházihoz, amibe Eszter azért nem megy bele, mert közben Csababával beszélget az interneten, ezért személyesen nem, csak webkamerán keresztül okítja őt, miközben a másikon beszélget. Egyik este a Csababával folytatott beszélgetés aztán érdekes fordulatot vesz: a férfi erotikus témájú beszélgetésbe kezd vele és arra veszi rá Esztert, hogy vegye le a felsőjét, a melltartóját, sőt a nadrágját is. Amikor azonban azt akarja, hogy vetkőzzön le teljesen meztelenre, abba már Eszter nem hajlandó belemenni, amire a férfi ingerülten reagál. Ezután Eszter már nem akar vele beszélgetni, mondvacsinált indokokkal utasítja el a férfi közeledését.
Ekkor történik egy narratívaváltás, és a cselekmény középpontjába Peti kerül, a szintén az osztályba járó félénk, kissé szerencsétlen fiú. Gyakran válik osztálytársai céltáblájává, és Beni is kihasználja őt, amikor számítógépet kell építenie neki. Ő is csonka családban él, az anyja épp ekkoriban költözteti be hozzájuk új élettársát, Róbertet, aki fiatal korában nagy nőfaló volt, így tanácsaival csak még jobban összezavarja a fiút. Peti titokban szerelmes Eszterbe és el akarja őt hívni fagyizni, de nem tudja összeszedni a bátorságát. Aztán egy szerencsés véletlen folytán Eszter megkérdezi tőle, hogy nem szeretne-e egy kiskutyát, mert nekik van több is. Peti beleegyezik és együtt sétáltatják a kutyákat. Egészen közel kerülnek egymáshoz, de egy óvatlan pillanatban Peti véletlenül azt mondja, hogy van barátnője. Eszter ezt úgy véli, hogy Peti hűtlenkedik, és ezért csalódik benne. Amikor Csababá bejelenti, hogy otthagyja az iskolát, egy hirtelen ötlettől vezérelve kitalálja, hogy úgy kerül Eszter közelébe, hogy a férfi nevében írogat neki. Tehát valójában Eszter nem Csababával, hanem Petivel beszélgetett mindvégig, aki számítógépes szoftver segítségével elváltoztatja a hangját, hogy hitelesebbnek tűnjön. Eközben azonban nem kerül közelebb Eszterhez, sőt megtudja, hogy Beni számára sem közömbös a lány. Megpróbálja szabotálni a kialakuló kapcsolatot azzal, hogy Szintiával is elhiteti, hogy a fiúnak tetszik ő, hogy a lánynak legyen oka haragban lenni Eszterrel is.
A két cselekményszál itt ér össze: Eszter többé nem ír vissza "Csababának", sőt a kapcsolatukat lezártnak tekinti. "Csababá" folyamatosan írogat neki, próbálja vele felvenni a kapcsolatot, mindhiába. Amikor aztán Eszter meglátja az iskola folyosóján az igazi Csababát, számonkéri az internetes alteregóját, hogy miért nem szólt erről és miért nem akart személyesen találkozni, majd végérvényesen megszakítja a kapcsolatot vele. Eszter depresszióba esik az egész miatt, ami miatt Adriékkal is megromlik a kapcsolata, mert a MondoCon-ra készülve egy táncot kellett volna bemutatniuk, ami az ő távozása miatt meghiúsult. Végül Peti próbálkozásai ellenére Eszter és Beni összejönnek, amitől meg a fiú zuhan teljes apátiába. Öngyilkos próbál lenni, sikertelenül, nevelőapja pedig a számítógépet is elveszi tőle, amikor úgy gondolja, hogy ez okozza a baját. Peti számára az utolsó csepp a pohárban, amikor Eszter nem hajlandó vele kutyát sétáltatni, de aztán összefut vele és Benivel a kutyájukkal az utcán – és amikor hazamegy, ott is csak a megaláztatás várja. Peti elkeseredésében törli a "Csababá" nevében létrehozott e-mail fiókot, és létrehoz egy másikat, amiről elküldi Szintiának az Eszterről készített félmeztelen fotókat. Másnap Szintia az egész iskola nyilvánossága elé tárja a fényképeket az interneten, amin Beni is megdöbben, mert ő egyáltalán nem ilyennek hitte a lányt, és durván szakít vele. Majd amikor az interneten válogatott mocskolódásokat és beszólásokat kap, hiába próbálja visszaírni, hogy hibázott, és ezért nem lenne szabad őt elítélni, ez senkit nem érdekel. Elkeseredésében fog egy ollót és felvágja az ereit, ami miatt válságos állapotban kerül kórházba. Peti aznap este tudja meg az anyjától, hogy mi történt, és akkor nézi végig a kommentfolyamot (ezek között van a film címét adó "Remélem legközelebb sikerül meghalnod :-)" is). A kórházba rohan, ahol az egyik ágyon Eszter fekszik eszméletlen állapotban, a bűntudatos Peti pedig megfogja a kezét.

## Szereplők
- Herr Szilvia (Eszter)
- Vajda Kristóf (Peti)
- Polgár Csaba (Csababá)
- Rácz Dávid (Beni)
- Lénárt Judit (Adri)
- Csúcs Olívia (Szintia)
- Schell Judit (Krisztina)
- Rezes Judit (Gabriella)
- Kardos Róbert (Róbert)
- Lehóczki Zsanna (Kitti)
- Mácsai Pál (István)
- Pecsenyiczky Balázs (tanár)
- Völgyes Bendegúz (Dani)
- Juhász Ákos (osztálytárs)
- Bajomi Dóra (Dorina)

## Kritikák
Az Index kultúrrovat kritikája szerint a film valójában nem a cyberbullying jelenségéről szól, hanem arról, hogy hogyan közelednek egymáshoz az emberek ebben a sok lelki és praktikus nehézséggel terhelt életkorban, hogyan számíthatnak vagy nem számíthatnak a problémáikkal a szüleikre vagy a barátaikra, hogyan élik meg először a szerelmet, a testi vágyat és az elutasítást. És főleg arról, hogy mennyire sokféleképp lehet ugyanazokat a helyzeteket megélni. A filmet technikailag összeszedettnek, a cselekményt hitelesnek, az amatőr színészek játékát pedig remeknek ítéli, érthetetlennek nevezve, hogy a film nem kapott állami támogatást.
A 444 kritikája szerint Schwechtje filmje nem akar sokkal többet mondani, mint amit már nagyjából tudni lehet a témáról, viszont tök jól meséli el, és páratlan érzékkel igazítja a magyar valósághoz. Jó a sztori, és nyoma sincs benne a magyar filmekre jellemző erőltetett, életszerűtlen párbeszédeknek.
Az IGN kritikája a "13 okom volt" című sorozathoz hasonlítja a filmet. Megítélése szerint nem misztifikálja túl a tinédzsereket. A szülőkarakterek pedig ugyan csak a háttérből, egy generációs szakadék mögül utasítva, kérlelve próbálnak kapcsolatot teremteni gyerekeikkel, mégis akarva-akaratlanul példát mutatnak azáltal, ahogy viselkednek. Pozitívumnak tartja a feszes forgatókönyvet is, mely a film negatívuma is, hiszen ennek néhány karakter látja kárát.